# Louis Réard
Louis Réard, né le 10 octobre 1896 à Lille et mort le 16 septembre 1984 à Lausanne, est un ingénieur automobile français qui a inventé le bikini, en 1946.

## Biographie

### Jeunesse et famille
Louis Réard naît le 10 octobre 1896 à Lille, de Dominique Léon Réard, employé, et de Marie Eugénie Dufrenoy, son épouse, deux Parisiens mariés à Lille en 1891. Pendant la Première Guerre mondiale, orphelin de père, il est évacué du département du Nord et est établi comme étudiant à Paris, 54, rue d'Hauteville. Devenu fabricant de tricots, il se marie une première fois en 1928, puis, après avoir divorcé en 1936, une seconde fois en 1953.

### Carrière

#### Invention du bikini
En 1928, Louis Réard dépose les marques d'articles de tricot « Reara » et « R » et l'année suivante, il crée avec deux associés les Établissements Réard, une société de fabrication de bonneterie établie 24, rue du Sentier.
En 1946, bien que Réard soit un ingénieur, il gère la boutique de sa mère « Les Folies Bergère » à Paris. Ces années-là, Réard et Jacques Heim sont des concepteurs rivaux, en compétition pour créer le plus petit maillot de bain au monde. Heim développe son maillot de bain et l’appelle « Atome » en annonçant que c'est « le plus petit maillot de bain »,.
En 1946, Louis Réard présente le bikini. Son maillot de bain est essentiellement un soutien-gorge à deux triangles de tissu inversés, reliées par des cordes, et il est nettement plus petit que l'« Atome ». Il commercialise sa création avec la phrase « plus petit que le maillot de bain le plus petit au monde ». Il appelle sa création le bikini, d'après l'atoll Bikini,. L'idée lui est venue en regardant les femmes retrousser leurs vêtements de plage pour obtenir un meilleur bronzage.

#### Marketing du bikini
Réard ne trouve pas de modèle qui ose porter sa création. Il finit par embaucher Micheline Bernardini, une danseuse nue du Casino de Paris en tant que mannequin. Le bikini, avec un imprimé papier journal, est « officiellement » présenté le 5 juillet 1946 à un événement de la mode à la piscine Molitor, une piscine publique populaire de Paris. Le bikini a du succès et Bernardini reçoit quelque 50 000 lettres de fans. La création de Heim est quant à elle le premier de ce genre de vêtement à être porté sur la plage, mais c'est le bikini de Louis Réard qui lui a donné son nom. Avec cette création les affaires Réard grimpent en flèche.
En publicitaire avisé, l'ex-ingénieur automobile qu'est Louis Réard fait réaliser un extravagant véhicule de « réclame », à partir d'une Packard 8 cylindres 1937 : il s'agit d'un « yacht de la route », une création du carrossier Chapron, qui imite un cabin cuiser de luxe, avec tous les détails nautiques tels qu'ancre, hublots, mât de pavillon, chaumards/taquets d'amarrage, sirène de brume et un cockpit arrière servant de présentoir à un équipage de jeunes filles en bikini. Incorporé à la caravane publicitaire du Tour de France, l'« embarcation » et son « équipage » font sensation dans la France profonde des années 1950.

#### Dernières années
En 1980, Réard déménage avec sa femme à Lausanne en Suisse. Il y meurt en 1984, à l'âge de 86 ans.

## Dans la culture
Le rappeur Damso fait référence à Louis Réard dans le morceau LA RUE en collaboration avec Gazo sur la compilation No Limit.